# Остров Теодора Рузвельта
Остров Теодора Рузвельта — национальный мемориал на реке Потомак в Вашингтоне, округ Колумбия. Остров передан в подчинение Федеральному правительству США Ассоциацией Теодора Рузвельта в память о 26-м президенте США. Прежде был известен под именами Остров моего Бога, Остров Барбадос, Остров Каменщика (калька Остров Масона), Остров Аналостан или Остров Анакостин.

## В популярной культуре
- В рассказе Эрнеста Сетон-Томпсона «Королевская Аналостанка» остров упоминается как место происхождения вымышленной породы кошек.
- В фильме Первый мститель: Другая война (2014) остров описывается как местоположение Трискелиона, штаб-квартиры организации «Щ. И. Т.»[6].
- В видеоигре Tom Clancy’s The Division 2 (2019) остров был местом неудачной попытки карантина после вспышки искусственно созданной эпидемической болезни. Граждане, находившиеся на карантине на острове, сформировали группу «Изгои», одну из основных фракций-антагонистов игры.